# Yumi Satō
Yumi Satō (jap. 佐藤 由美, Satō Yumi; * 22. Dezember 1976 in Tsuruoka) ist eine japanische Langstreckenläuferin.
1995 gewann sie über 5000 m Bronze bei der Universiade. 2004 wurde sie Asienmeisterin im Crosslauf, und kam bei den Crosslauf-Weltmeisterschaften in Brüssel auf den 52. Platz, und bei den Leichtathletik-Asienmeisterschaften 2005 gewann sie Bronze über 5000 m und Silber über 10.000 m.
Bei den Crosslauf-Weltmeisterschaften in Fukuoka trug sie mit einem 30. Platz zum Bronzemedaillengewinn des japanischen Teams bei und wurde Achte beim New York Mini 10K.
2009 wurde sie Zweite beim Kyōto-Halbmarathon und 2010 Sechste beim Tokio-Marathon.
Yumi Satō ist 1,72 m groß und wiegt 55 kg. Sie absolvierte die Sangyō-Universität Kyōto und wurde danach Mitglied des Firmenteams von Shiseido.

## Persönliche Bestzeiten
- 3000 m: 9:03,09 min, 29. Juni 2005, Fukagawa
- 5000 m: 15:19,68 min, 6. Juli 2005, Sapporo
- 10.000 m: 31:48,95 min, 2. Juni 2005, Tokio
- 10-km-Straßenlauf: 32:42 min, 10. Juni 2006, New York City
- Halbmarathon: 1:12:30 h, 8. März 2009, Kyōto
- Marathon: 2:43:01 h, 28. Februar 2010, Tokio